# Eupithecia lacteolata
Eupithecia lacteolata es una especie de polilla de la familia Geometridae. La especie fue descrita por primera vez por Karl Dietze habiendo sido descrita en 1906, con distribución en Turquía y Rusia. Un sintipo fue descrito en el sector Minusinsk, en los alrededores del río Yeniséi. Por su morfología genital, pertenece al grupo de especies Eupithecia semigraphata, aun cuando la mayoría de las especies del grupo se localizan en el holártico europeo.

## Descripción
El ala anterior es de gran tamaño, de color blanco puro, con el borde costal cubierto de escamas de color ocre, puntos oscuros en las venas que indican la zona posmediana, escamas oscuras dispersas en la zona distal, por lo demás muy poco marcadas. Tiene gran parecido con Eupithecia denticulata.